# Tünkenhagen

Die Lage des Tünkenhagen (rot markiert)

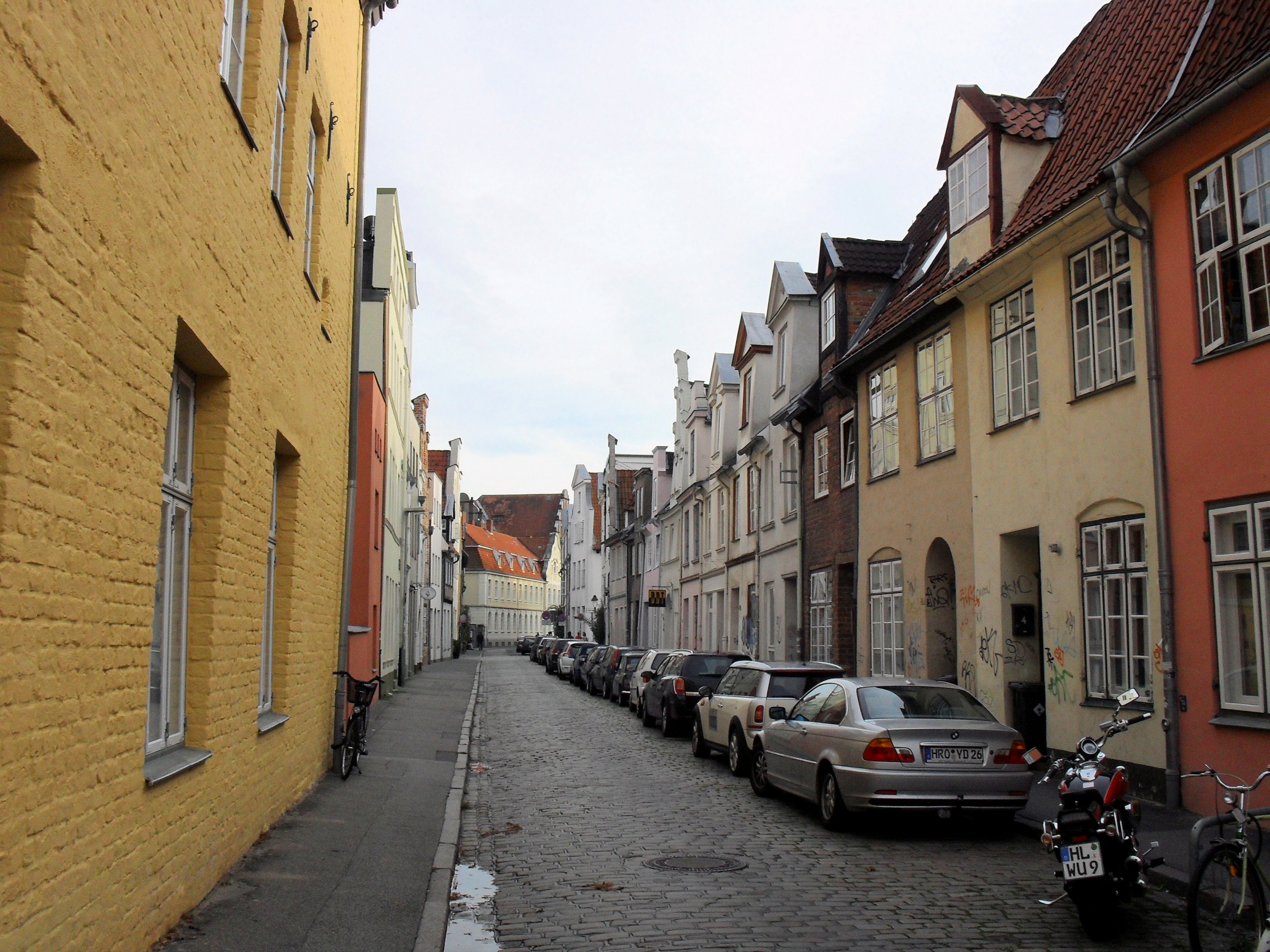
Der Tünkenhagen

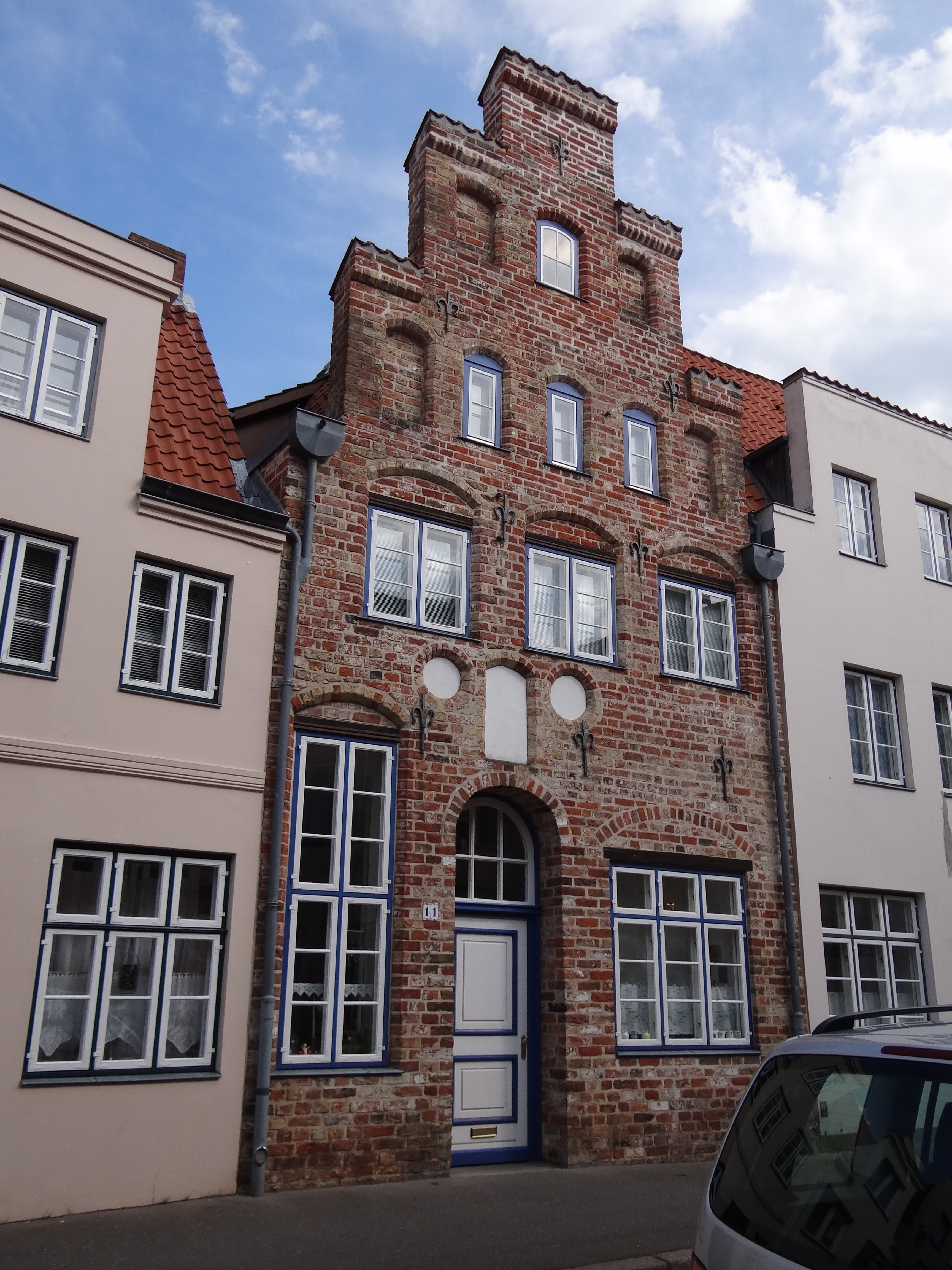
Tünkenhagen 11

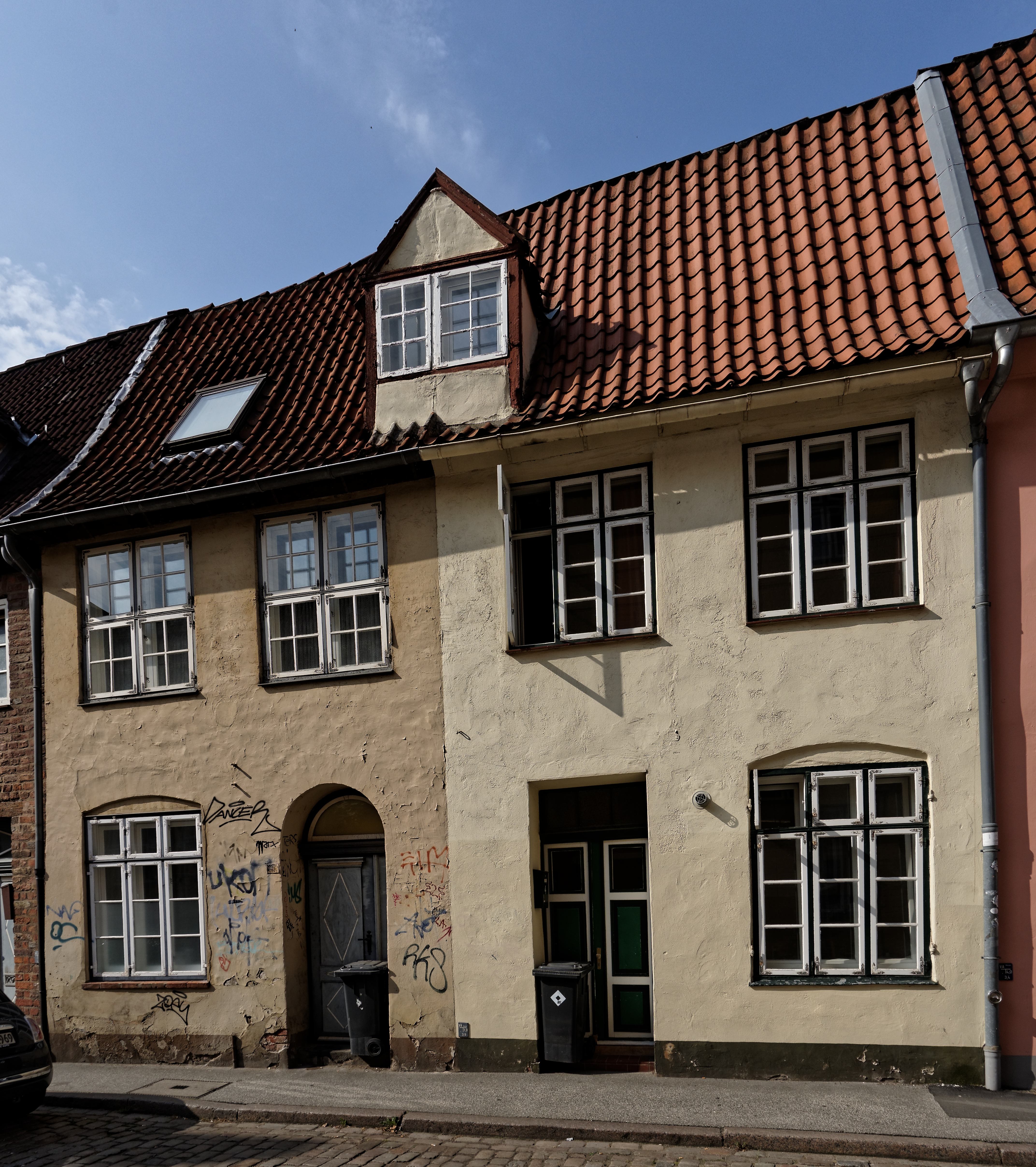
Tünkenhagen 4–6
(nicht denkmalgeschützt)

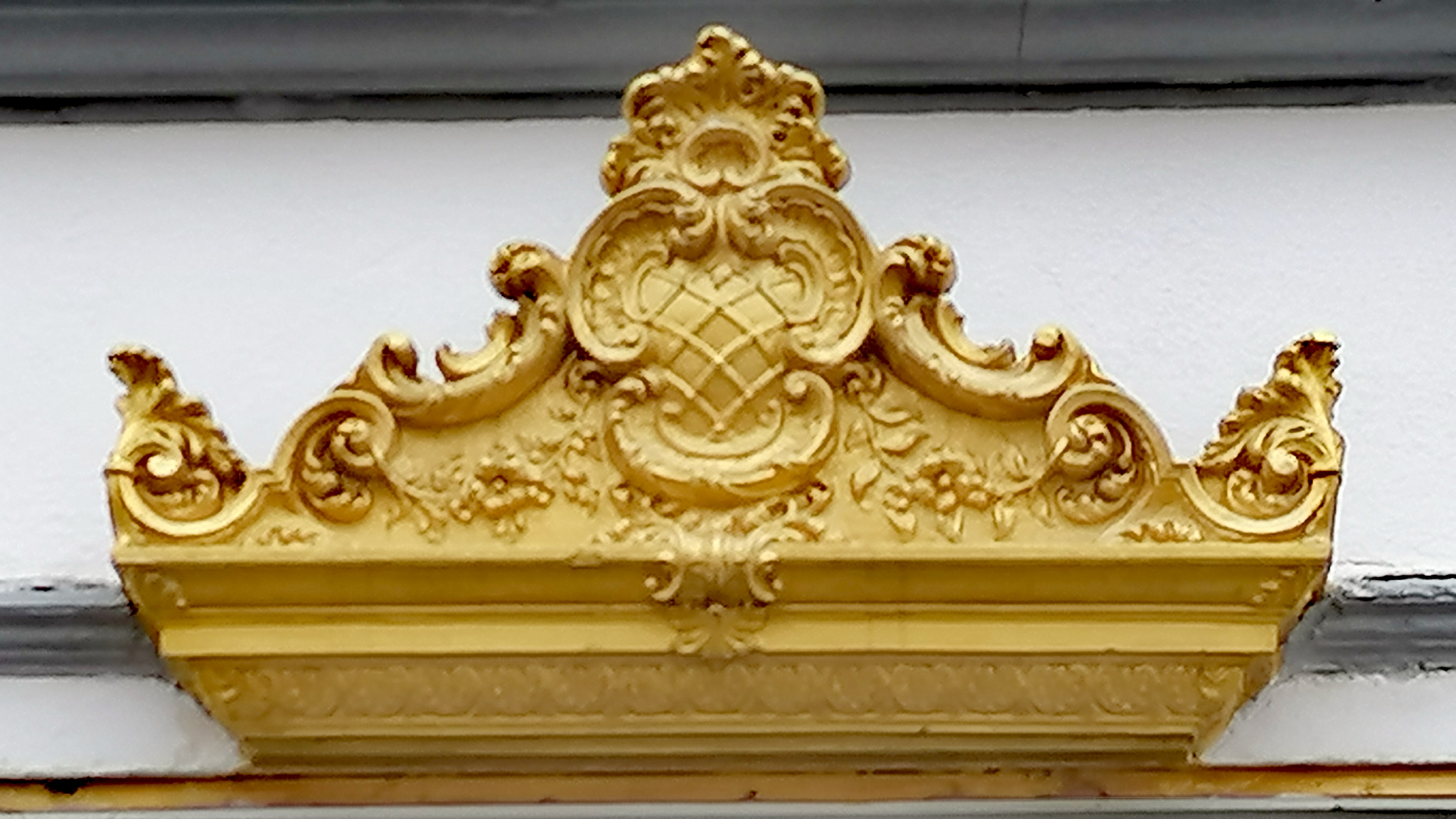
Detail über der Tür von Nr. 3

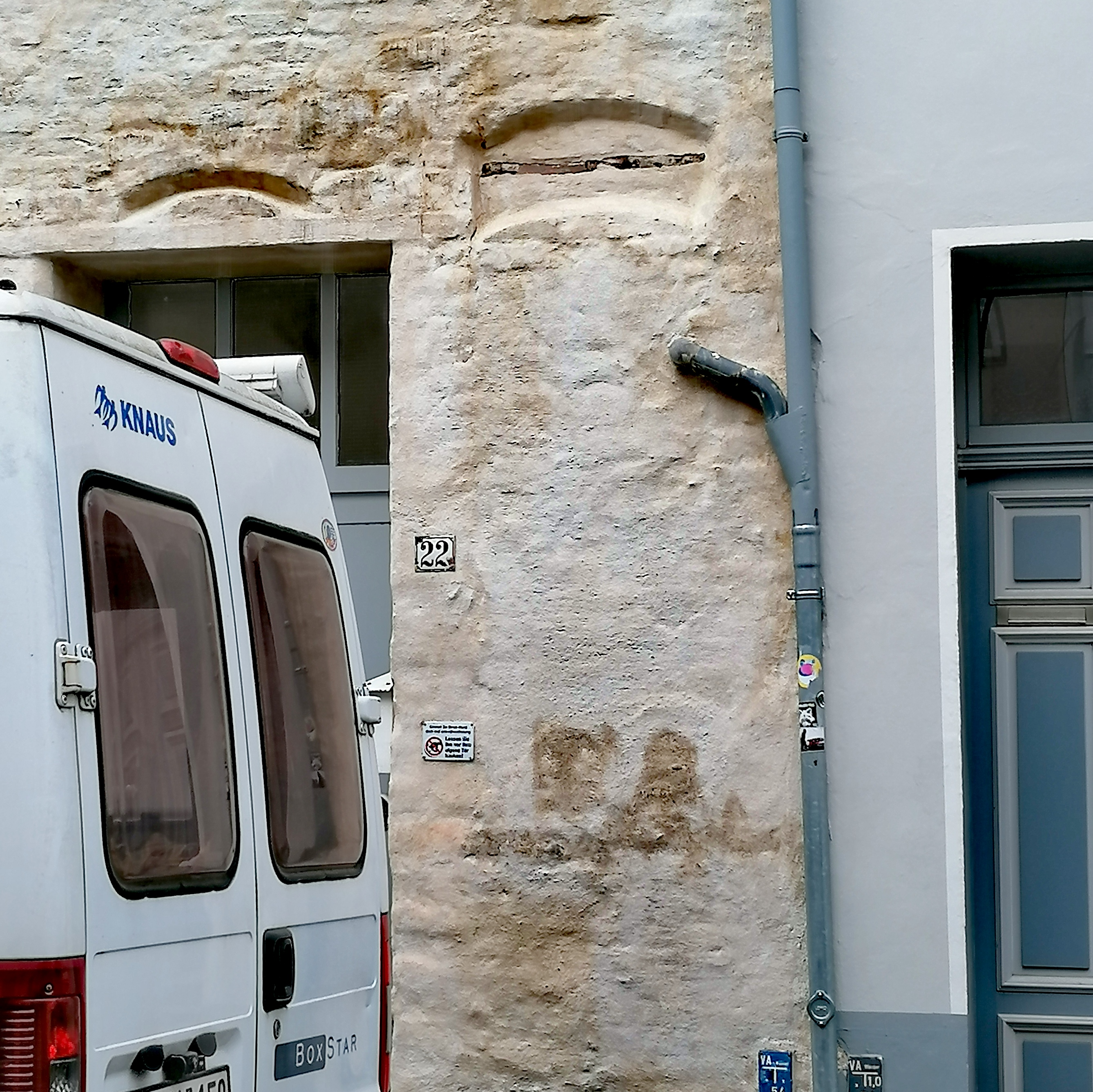
Ehemaliger Gang wurde zuerst zum Fenster, später komplett zugemauert

Der Tünkenhagen ist eine Straße der Lübecker Altstadt.

## Lage
Der etwa 90 Meter lange Tünkenhagen befindet sich im Nordosten der Altstadtinsel, im Jakobi Quartier. Er beginnt an der Glockengießerstraße gegenüber der Einmündung des Langen Lobergs, verläuft südwärts und endet an der Hundestraße gegenüber der Einmündung des Rosengartens.

## Geschichte
Erstmals urkundlich erwähnt wird die Straße 1313 als Tunnekenhagen, benannt nach Johann Tunneken. Er hatte hier 1294 das große Grundstück an der Ecke zur Glockengießerstraße erworben, das zu jener Zeit fast die gesamte Westseite der Straße einnahm (entsprechend den heutigen Hausnummern 2 bis 16) und auf dem sich seit mindestens 1429 eine Reihe von Traufenhäusern befand.
In den nachfolgenden Jahrhunderten hält sich diese Benennung, wenn sie auch Variationen und Fehldeutungen erfährt:
- 1435: Tunckenhagen
- 1614: Tuneckenhagen
- 1755: Tönnchenhagen

Der heutige Straßenname wurde 1852 amtlich festgelegt.
Von den Zerstörungen durch den Bombenangriff von 1942 war der Tünkenhagen nicht betroffen, weshalb er bis heute ein geschlossenes Bild historischer Bebauung aufweist.

## Bauwerke
- Tünkenhagen 2: extrem schmales barockes Eckhaus des 18. Jahrhunderts, das auf weitaus ältere Vorgänger von 1400 zurückgeht und ursprünglich zum angrenzenden großen Haus Glockengießerstraße Nr. 42 zählte
- Tünkenhagen 8: um 1800 errichtetes klassizistisches Kleinhaus in Nachfolge der seit 1429 belegten Traufenhäuser
- Tünkenhagen 9: in der 2. Hälfte des 16. Jahrhunderts errichtetes Renaissancehaus mit klassizistischer Putzfassade von etwa 1800
- Tünkenhagen 11: auf die Mitte des 14. Jahrhunderts zurückgehendes Renaissance-Treppengiebelhaus, errichtet zwischen 1590 und 1610
- Tünkenhagen 15: zwischen 1540 und 1560 errichtetes Renaissancehaus mit vorkragendem Fachwerkobergeschoss
- Tünkenhagen 17: auf das 14. Jahrhundert zurückgehendes Renaissance-Treppengiebelhaus der 2. Hälfte des 16. Jahrhunderts
- Tünkenhagen 18: auf ältere Vorgänger zurückgehendes ehemaliges  Schmiedehaus der Renaissance, in wesentlichen Teilen errichtet zwischen 1590 und 1610
- Tünkenhagen 28: im Kern gotisches Giebelhaus des 15. Jahrhunderts mit Renaissance-Treppengiebel von etwa 1600
- Tünkenhagen 32: auf einen kleineren gotischen Vorgängerbau zurückgehendes spätbarockes Giebelhaus der 2. Hälfte des 18. Jahrhunderts

## Gänge und Höfe
Vom Tünkenhagen gehen oder gingen folgende Lübecker Gänge und Höfe ab (nach Hausnummern):
- 26: Mertens Gang